# Uloborus danolius
Uloborus danolius es una especie de araña araneomorfa del género Uloborus, familia Uloboridae. Fue descrita científicamente por Tikader en 1969.
Habita en India (islas Nicobar).